# Пригородный (Туапсинский район)
Пригородный — посёлок в Туапсинском районе Краснодарского края.
Входит в состав Вельяминовского сельского поселения.

## География
Посёлок расположен в 6 км северо-восточнее города Туапсе на берегу одноимённой реки. 

## Население
| 2002 | 2010 |
| ---- | ---- |
| 646  | ↗819 |

## Улицы
- пер. Лесной,
- ул. Голубая поляна,
- ул. Дорожная,
- ул. Майкопская,
- ул. Новая,
- ул. Пушкина.